# Блуаський замок

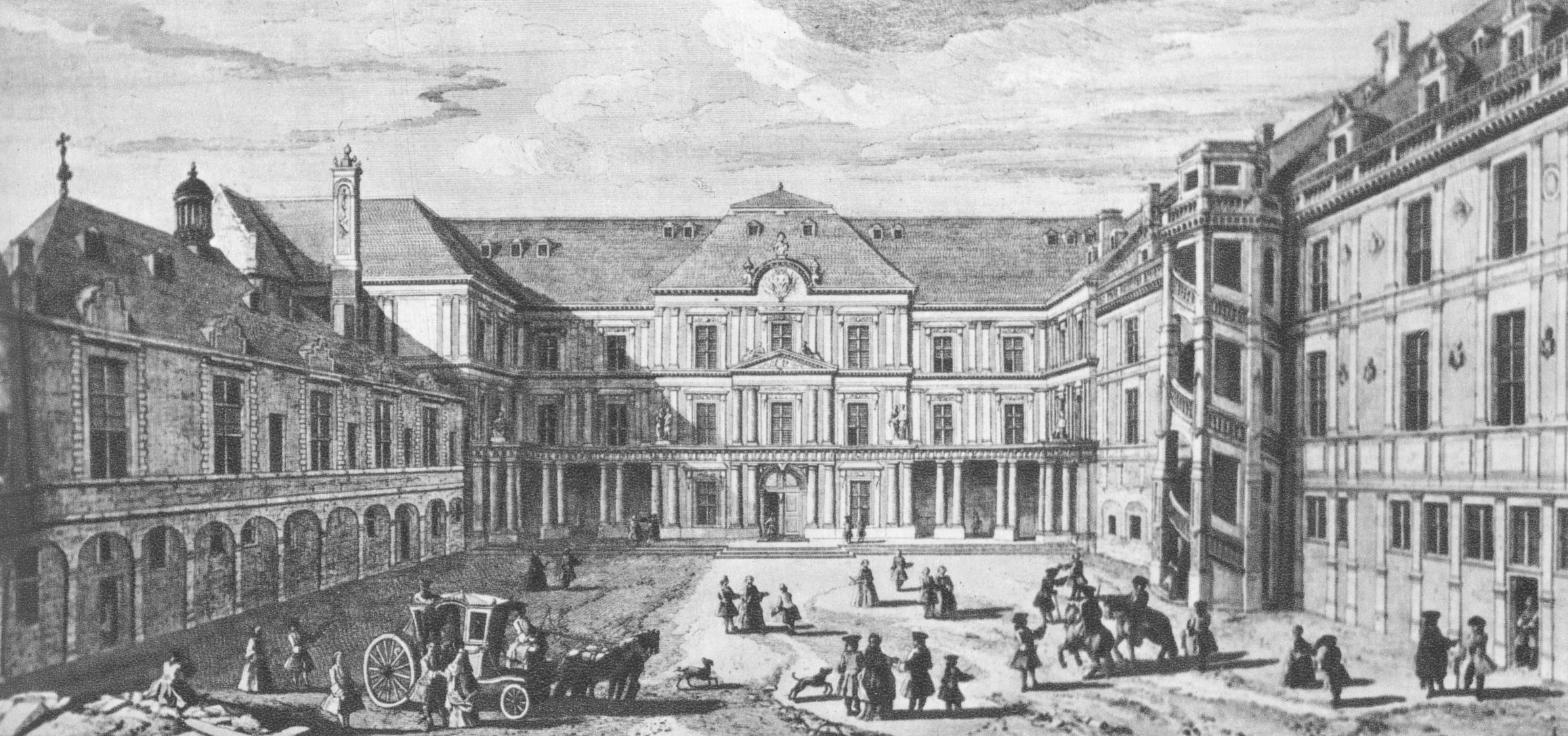
Двір замку-палацу Блуа, гравер Жак Ріго (1681—1754)

Блуаський замок (фр. Château de Blois) — знаменитий палац, над будівництвом якого попрацювала низка уславлених архітекторів і реставраторів Франції. Був головною резиденцією графів Блуаських, а також королів Франції Людовика XII та Франциска I, до переносу останнім королівського двору в замок Фонтебло.

## Історія і розташування

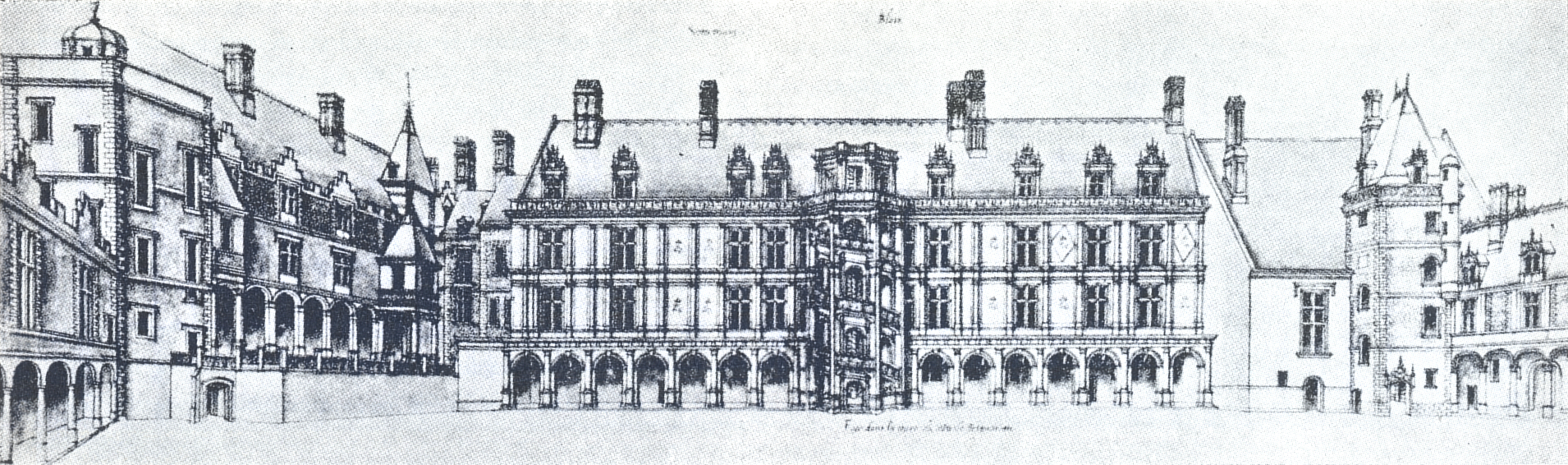
Гравер Жак Андруе Дюсерсо старший. Замок Блуа, гравюра до 1635 р.

Замок розташований на верхівці скелі несиметричної квадратної форми, що пізніше і обумовило асиметричну форму його корпусів.
Археологічні розкопки довели, що тут було колись давньоримське поселення. Відомості про середньовічний період мають приблизно з IX століття. До власників Блуаського графства ділянка відійшла в X ст. Наприкінці XIV ст. (у 1391 р.) первісний замок у графів Блуаських придбав Луї де Валуа, рідний брат тодішнього короля, що отримав від короля титул герцого Орлеанського. Син Луї, Шарль де Валуа, оселився в замку 1440 року після участі у війнах і перебування в полоні у англйців. На короткий термін Блуаський замок став центром куртуазної лицарської культури і поезії. Король Людовик XII з роду Валуа, що оселився в Блуаському замку, зробив його королівською резиденцією і переніс в Блуа на Луару столицю держави.

## Поетичне змагання в замку Блуа
Блуа уславив герцог Шарль де Валуа, герцог Орлеанський (1394—1465), що влаштовував у замку поетичні турніри. Сам непоганий поет, герцог був рефері (суддею) поетичних змагань, теми до яких давав сам. Для альбому балад на тему «Від спраги помираю над водою» свій варіант написав і Франсуа Війон. Жартівливий вислів-парадокс вельможі став для Війона приводом написати натхненний твір із широкими філософськими узагальненнями і трагічним змістом.
Ймовірно, цю баладу знав і Вільям Шекспір, бо перегукуванням крізь віки з французьким поетом буде монолог Ромео з подібною ж темою в п'єсі «Ромео і Джульєтта».

## Блуаський замок в добу Відродження
Замок залишався королівською резиденцією і на початку XVI ст. Король Франциск І перебував тут з 1515 р. разом із дружиною. Клод Французька полюбляла замок і навіть роздобула гроші на побудову окремого корпусу над урвищем. Архітектура Франції довгий час використовувала тесаний природний камінь і зберігала трудоміські технології його обробки. Це надзвичайно розтягувало терміни будівництва і низка середньовічних споруд і соборів десятиліттями (іноді століттями) стояла недобудованою. Палацова споруда з відкритими аркадами за часів Франціска І і королеви Клод так ніколи і не була доведена до закінчення. Королева померла у липні 1524 року, а Франціск І покинув Блуаський замок Блуа заради замку Шамбор та нового палацу у Фонтенбло.

## Замок Блуа в добу бароко
На зламі XVI—XVII століть замок Блуа перейшов у власність короля Генріха IV. Король навіть ініціював будівництво нової галереї (довжиною 200 метрів) в саду свого попередника Генріха ІІІ, чим опікувався архітектор Арно Сомері. Але інтриги в королівській рдині не сприяли будівництву і його призупинили. Генріх IV помер 1610 року і замок став місцем вигнання королеви Марії Медічі, що жадала влади і воювала із власним сином. Після двох років вигнання колорева-мати організувала власну втечу з замку в лютому 1619 року. Долю колишнього королівського замку Блуа (після примирення з королевою-матір'ю) вирішив король Луї ХІІ. 1626 року за рішенням короля володарем графства і замку Блуа став його мінливий і недружній брат Гастон Орлеанський. Офіційно замок був весільним подарунком братові, прихильність котрого король волав купити таким чином.
Гастон Орлеанський мав прихильнсть до замку і вважав, що його лікує навіть повітря в Блуа.

## Франсуа Мансар і замок-палац Блуа
.

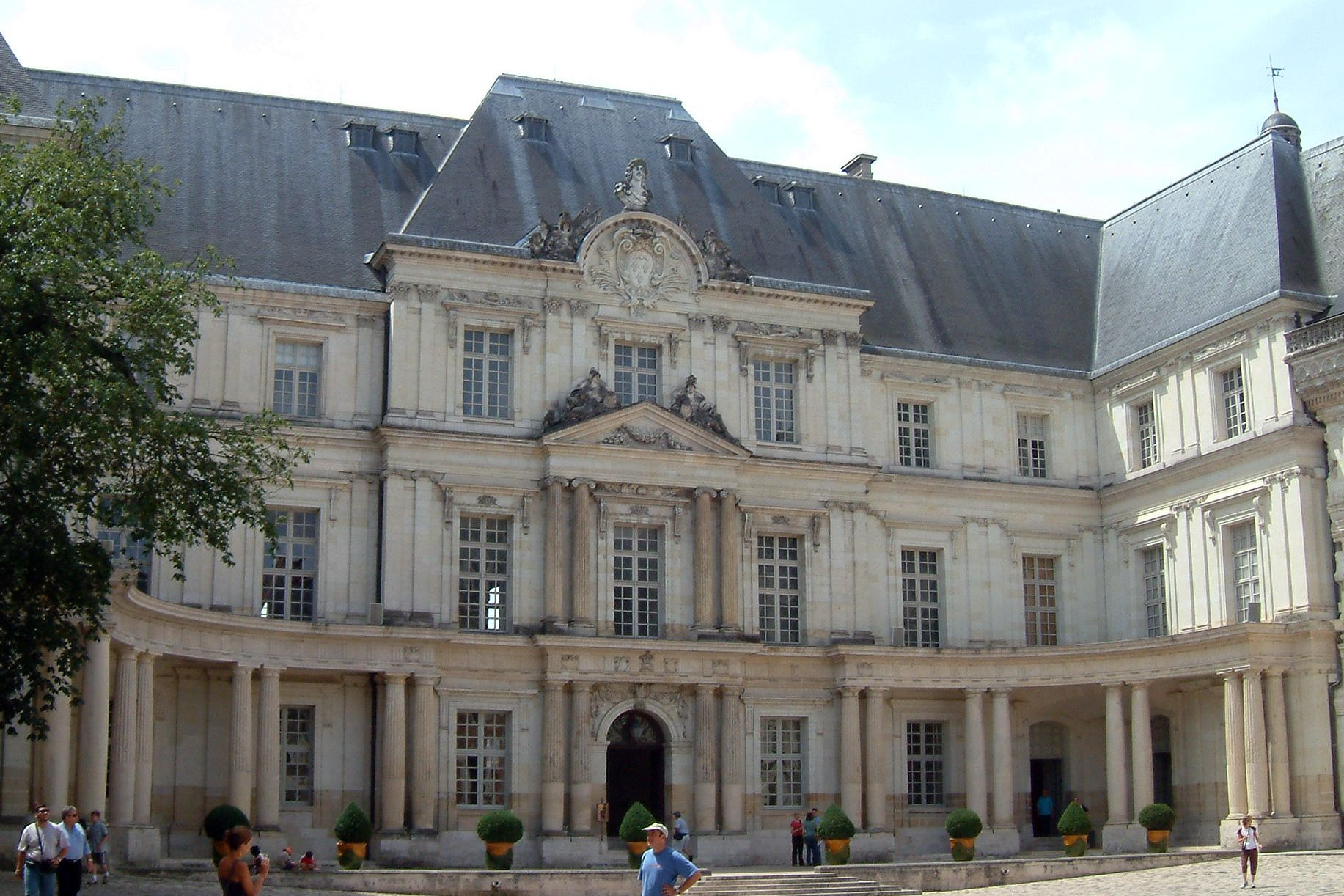

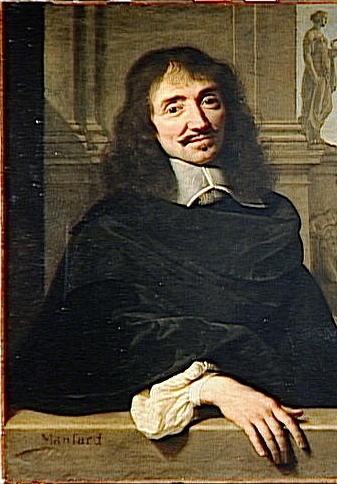
Франсуа Мансар (ліва частина подвійного портрета роботи Філіпа де Шампеня)

Брат короля, що оселився у замку 1634 року, ініціював у свою чергу радикальну перебудову старовинних споруд. Він зажадав мати розкішний палац у новомодній вишуканій і регулярній манері, для чого були поруйновані навіть частини колишнього ренесансного палацу. Тут розмістили триповерхове крило Гастона Орлеанського. Зовнішні фасади виконані у стилістиці барокового класицизму, одним із талановитих засновників котрого і був архітектор Франсуа Мансар. Крило Гастона Орлеанського вибудоване впритул до колишнього ренесансного палацу Франциска І, але стилістично не пов'язане з тогочасною архітектурою. Особливо привітним був фасад у внутрішній двір замку. Франсуа Мансар облямував фасад відкритою заокругленою колонадою, що урочисто поєднало центральний корпус і бічні ризаліти. Мансар три роки удосконалював реальну споруду (1635—1638 рр.), ламаючи вже зроблене заради більшої досконалості і вибудовуючи наново. Нетерплячий володар мешкав три роки в сусідній споруді. Праця на Гастона Орлеанського не принесла творчого задоволення Мансару, позаяк пихатий вельможа сповістив про брак грошей і припинив будівництво. Споруду накрили дахами, але палац не мав підлоги і навіть сходинок на поверхи. Він так і залишився недобудованим з волі вельможі.
Володар наполягав на руйнації і ренесансного палацу. Припинення будівництва мало свої позитивні наслідки з висоти знань XX століття. Адже брак грошей і раннє припинення будівництва сприяли збереженню старовинних палаців для історії архітектури і історії Франції.
В палаці роботи Франсуа Мансара вибудували сходинкову залу за іншим проєктом Мансара, але у новітні часи. Підлоги, дахи і вікна в палаці сучасні. У XVII та на початку XVIII ст. в палаці розмістили військову школу. У період 1903—1914 рр. тут розмістили Природничий музей, котрий згодом перевели у колишній палац єпископа. Наприкінці XX ст. палац роботи Мансара ремонтували і пристосували під конгреси і зали тимчасових виставок.

## У XVIIIст. і в XIX

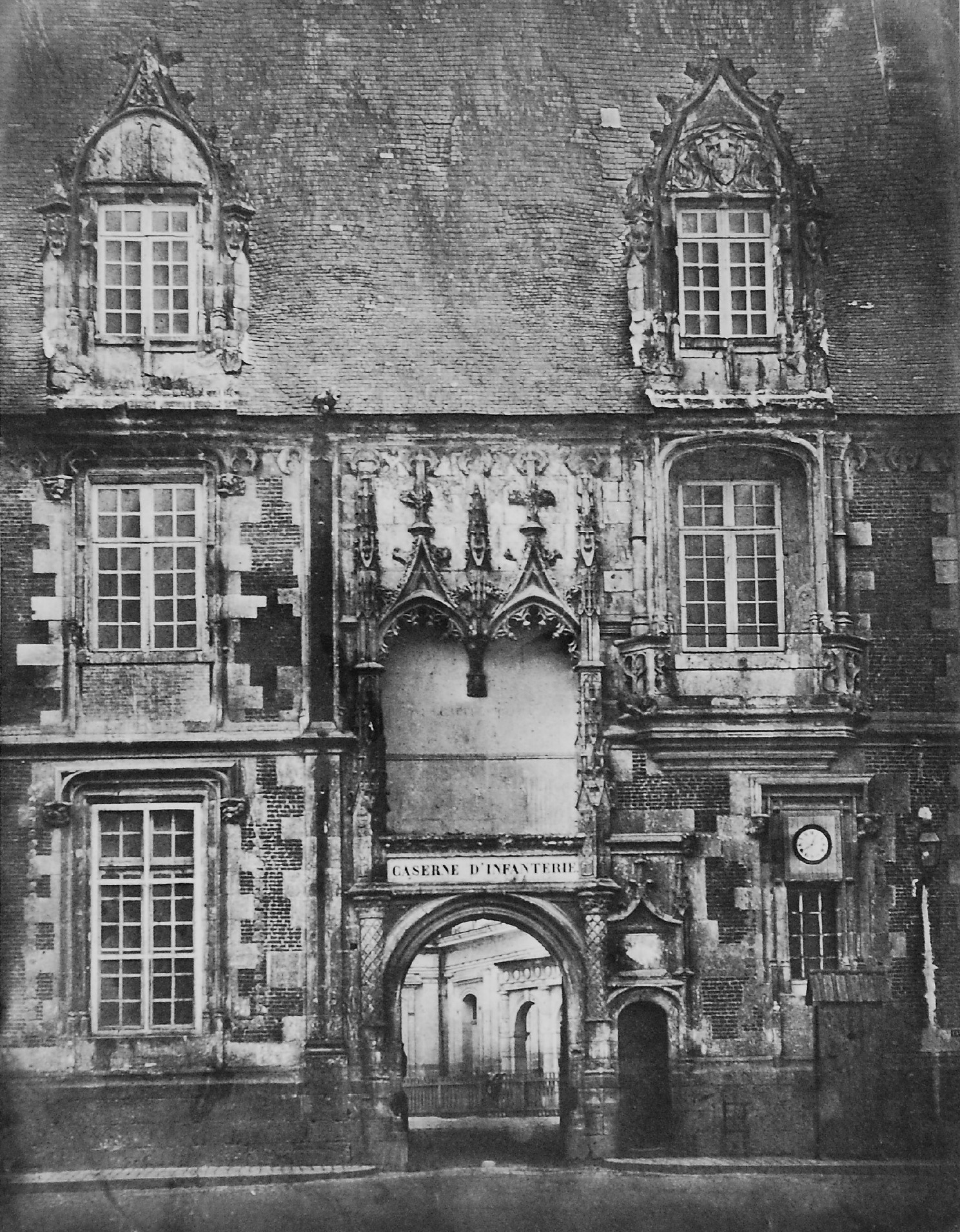
Стан замку Блуа на 1853 рік зі знищеною кінною скульптурою Луї ХІІ в ніші

В роки правління короля Луї XVI виник план взагалі поруйнувати всі споруди замку Блуа. З міркувань економії всі історичні палаци не поруйнували, а віддали під казарми. Почався етап пристосування палацових зал під потреби військових і нищення декору. Для військових потреб була пристосована навіть палацова каплиця.
В роки французької революції 1789—1793 р. інтер'єри і споруди замку в Блуа були пошкоджені революційним людом як колишні королівські резиденції і військові казарми. Але головний комплекс споруд не поруйнували. Потрощеними були і залишки колись розкішних замкових садів XV—XVII століть.
1810 року містечко Блуа перетворили на курорт. Колишній палац часів короля Франциска І відкрили для відвідин. Замок стояв пусткою майже 130 років і розпочалися дебати про необхідність його ремонтів та використання не як казарми. Але тоді грошей на ремонт не було.
На початку 1840-х рр. на хвилі зацікавленості у власній історії у Франції почали надавати охоронний статус найважливішим архітектурним чи історичним пам'ятам. 1841 року статус історичної пам'ятки клопотаннями письменника Проспера Меріме отримав в замок Блуа.
Лише 1845 року тут розпочали ремонтні і реставраційні роботи в палаці Франциска І. Роботи доручили Жану Феліксу Дюрану, що проводив реставраційні роботи в каплиці Сен-Шапель в Парижі. Його праця тривала у 1845—1848 рр. і викликала сумніви у доречності через фантазійні деталі і декор без вивчення історичних джерел щодо Блуа.
Таким чином, замок Блуа став першим в черзі історичних замків вздовж річки Луара, котрий піддали ремонтам та реставрації, як її розуміли у XIX столітті. Досвід відновлювальної реставрації з фантазійними додатками був також перенесений і на реставрацію у інших замках Луари, серед котрих були Амбуаз, замок Шенонсо, Азе-ле-Рідо та ін.
Реставраційно-відновлювальні роботи в замку Блуа проводили і надалі у 1871, 1871—1879, 1880—1900 рр. Чергові реставраційні роботи були проведені вже в XX ст.

## В роки 2-ї світової війни
В роки 2-ї світової війни замок Блуа двічі постраждав від бомбардувань у червні 1940 та у серпні 1944 рр. Частка споруд замку була пошкоджена і залишилась без дахів. Особливо поруйнованою була каплиця Сен-Кале з вітражами початку XVI ст. Їх встигли реставрувати ще в роки ремонтів Жана Фелікса Дюрана, відтоді вони знову потребували відновлення. Дахи ремонтували роками і закінчили відновлення лише у 1977 р. Були також відновлені стінописи у інтер'єрах і ренесансні підлоги в палаці Франциска І. Сучасною стала і вимостка підлог у замковому дворі.

## Музей в замку Блуа

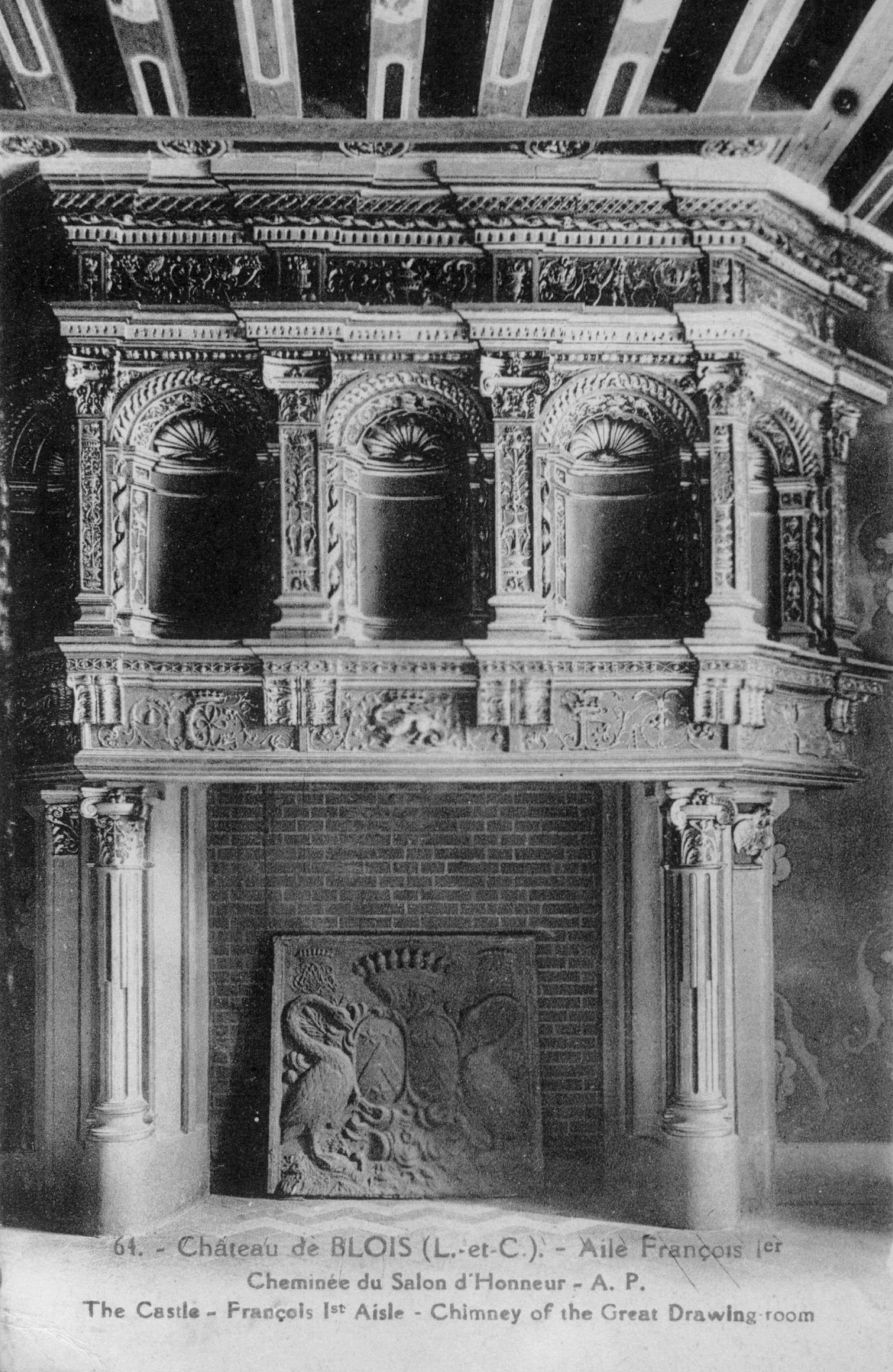

Клопоти по створенню музею в приміщеннях замку розпочалися в другій половині XIX ст. Ініціатором створення музею в замку став тодішній мер міста Блуа, П'єр-Станіслас Блау 1850 року. Музей був невеликий і розташований в колишньому корпусі Франциска І. Його відкрили для відвідин 1869 року.
Музей повільно поповнюють. 1921 року сюди звезли старовинні надгробки і в колишніх кухнях замку облаштували лапідарій.
Відновлені і реставровані галереї і зали замкових споруд після 2-ї світової війни утримують —
- Археологічний музей (на місцевому матеріалі)
- Лапідарій
- Художній музей
- Музей мистецтв міста Блуа.

## Експонати художнього музею в замку Блуа

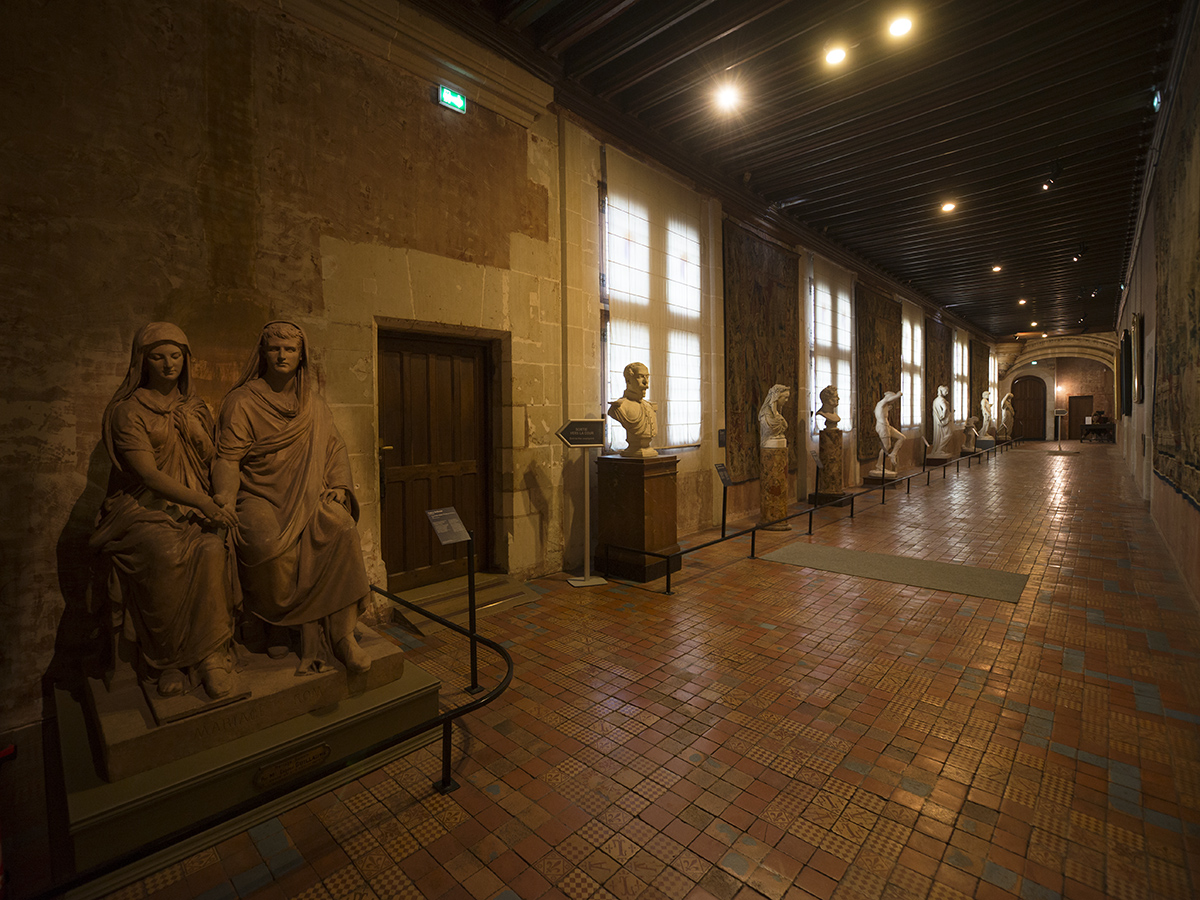
Експонати художнього музею

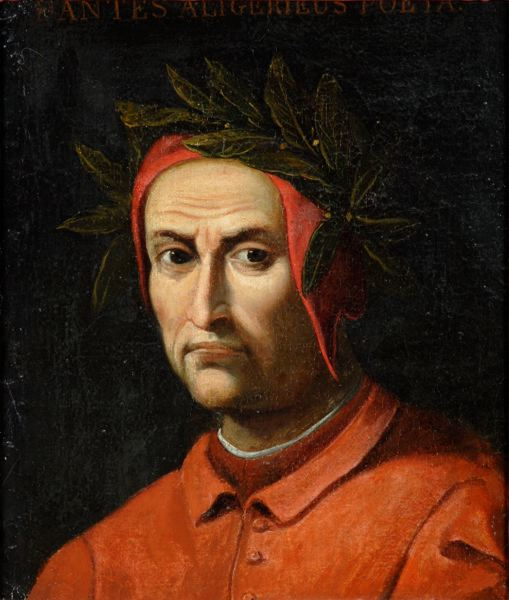
Умовний портрет поета Данте, 19 ст.
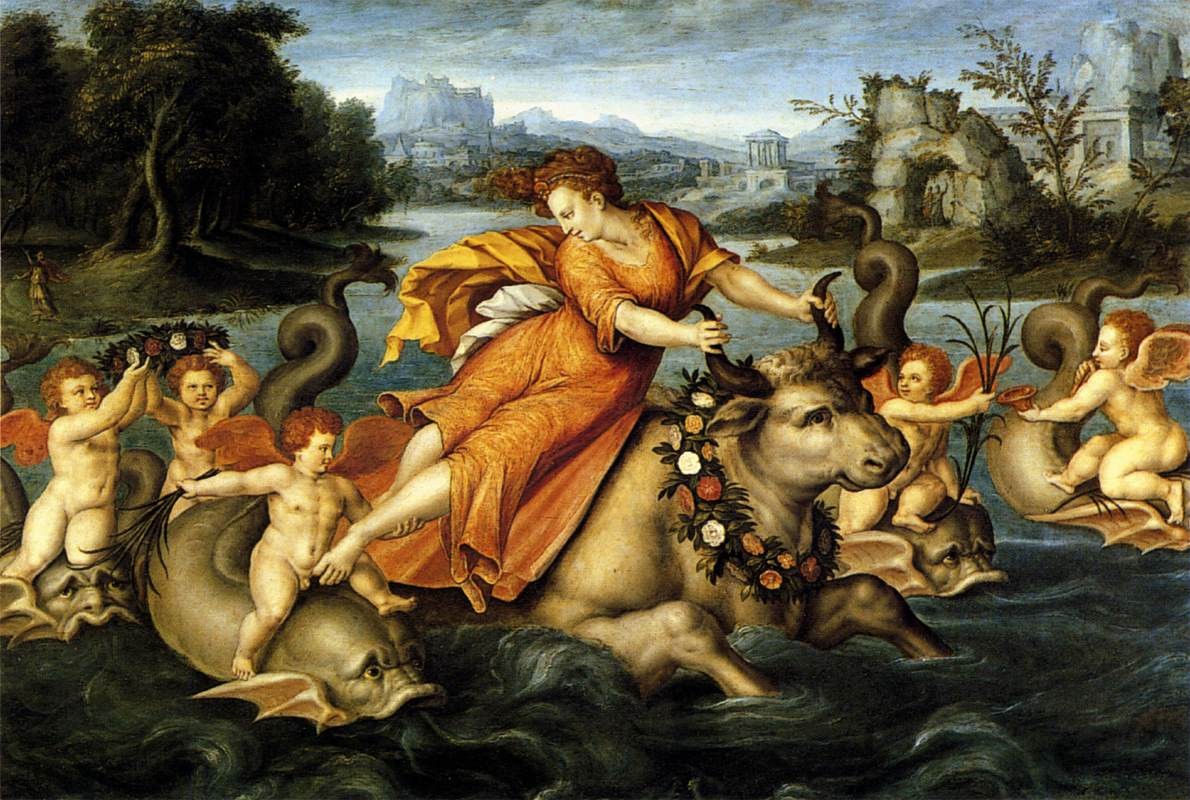
Жан Кузен старший. «Викрадення Європи биком Зевсом», бл. 1550 р.
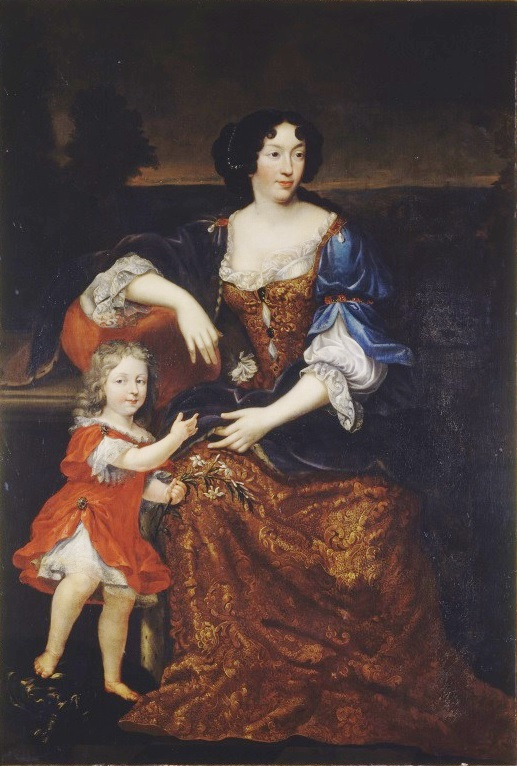
П'єр Міньяр. «Ізабель Орлеанська, княгиня Гіз з сином», 1672 р.
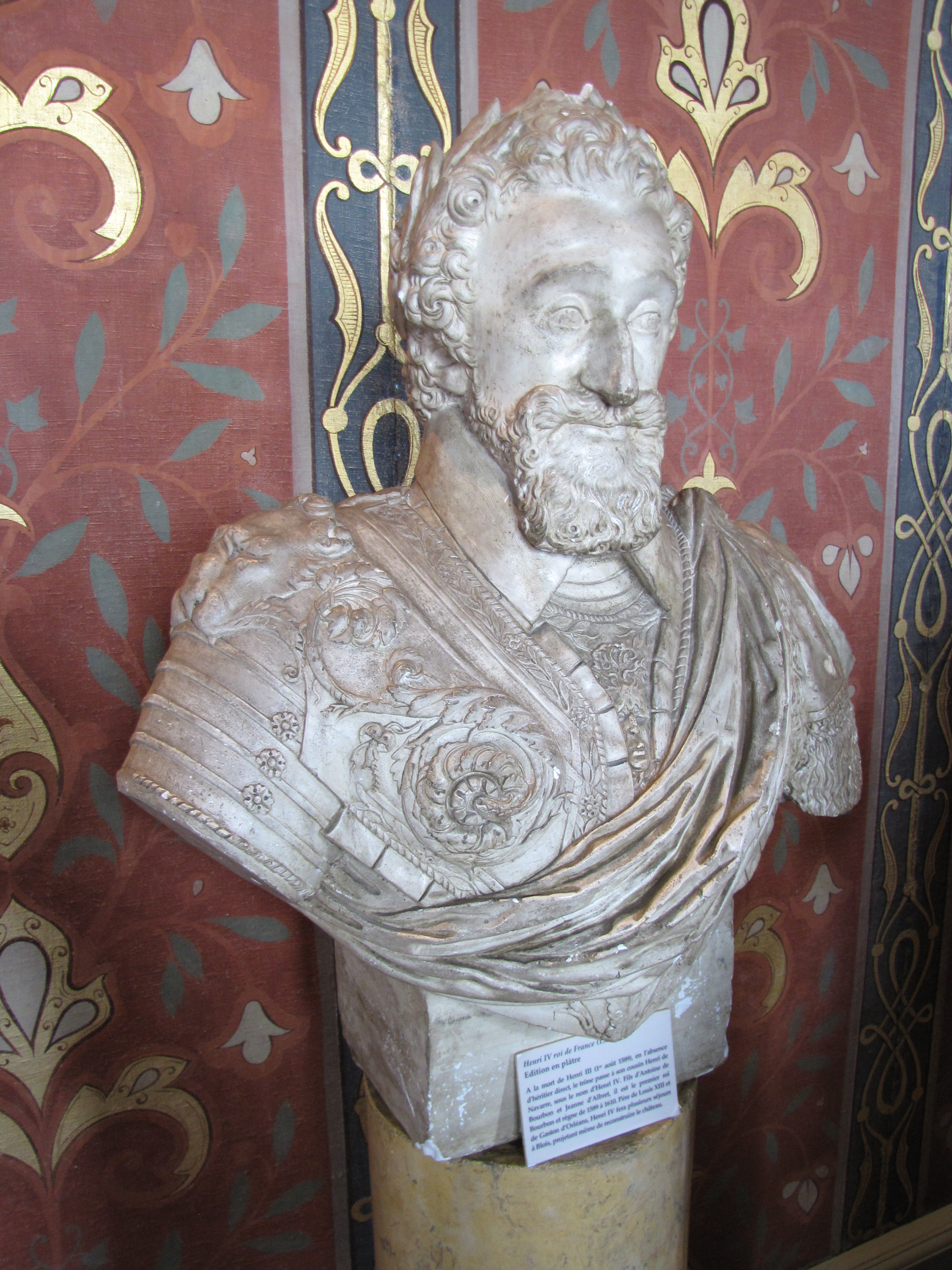
Погруддя короля Генріха IV в галереї королеви
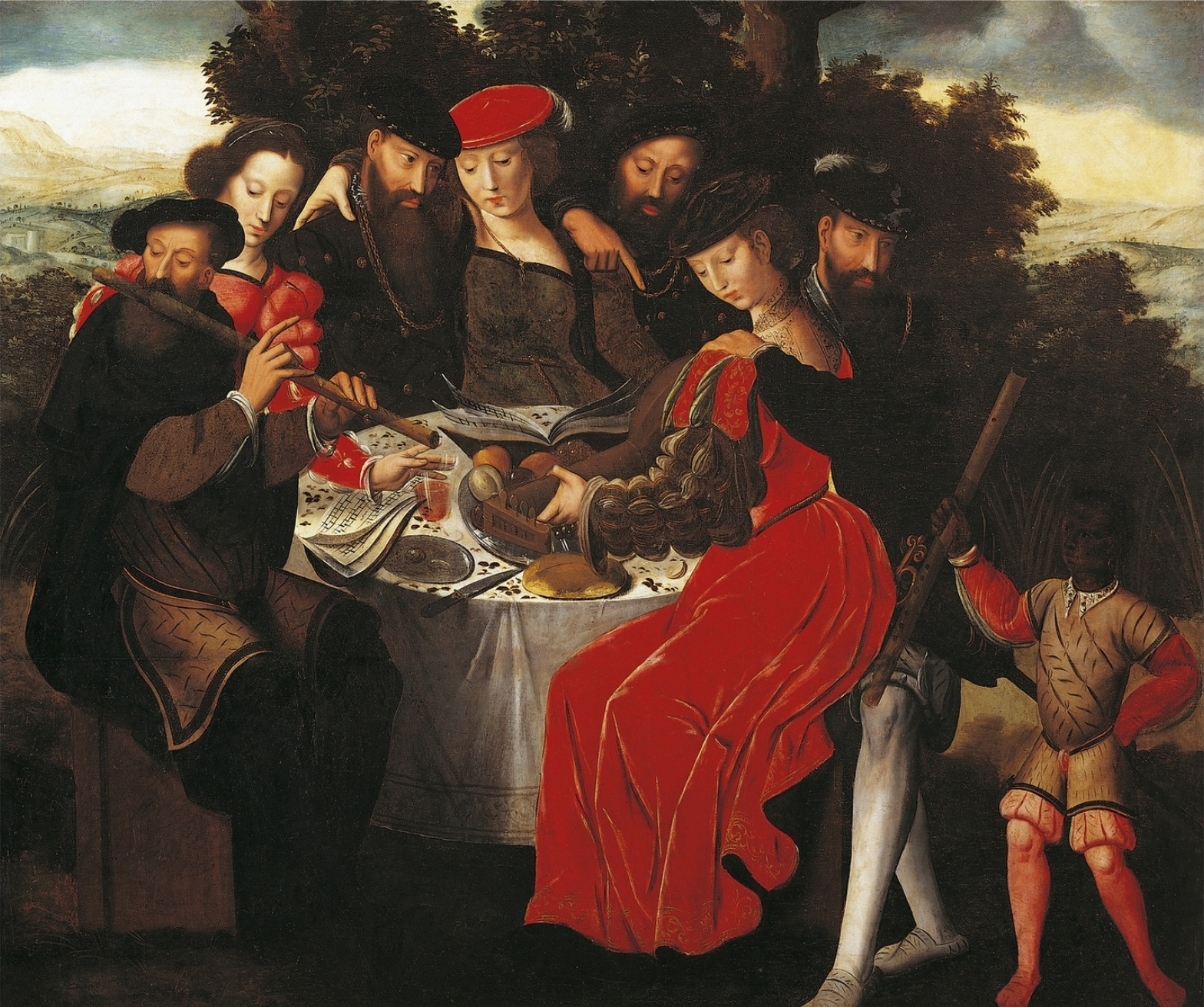
Амброзіус Бенсон. «Концерт», деревина, олійні фарби, 1-ша половина 16 ст.

## Сади замку Блуа

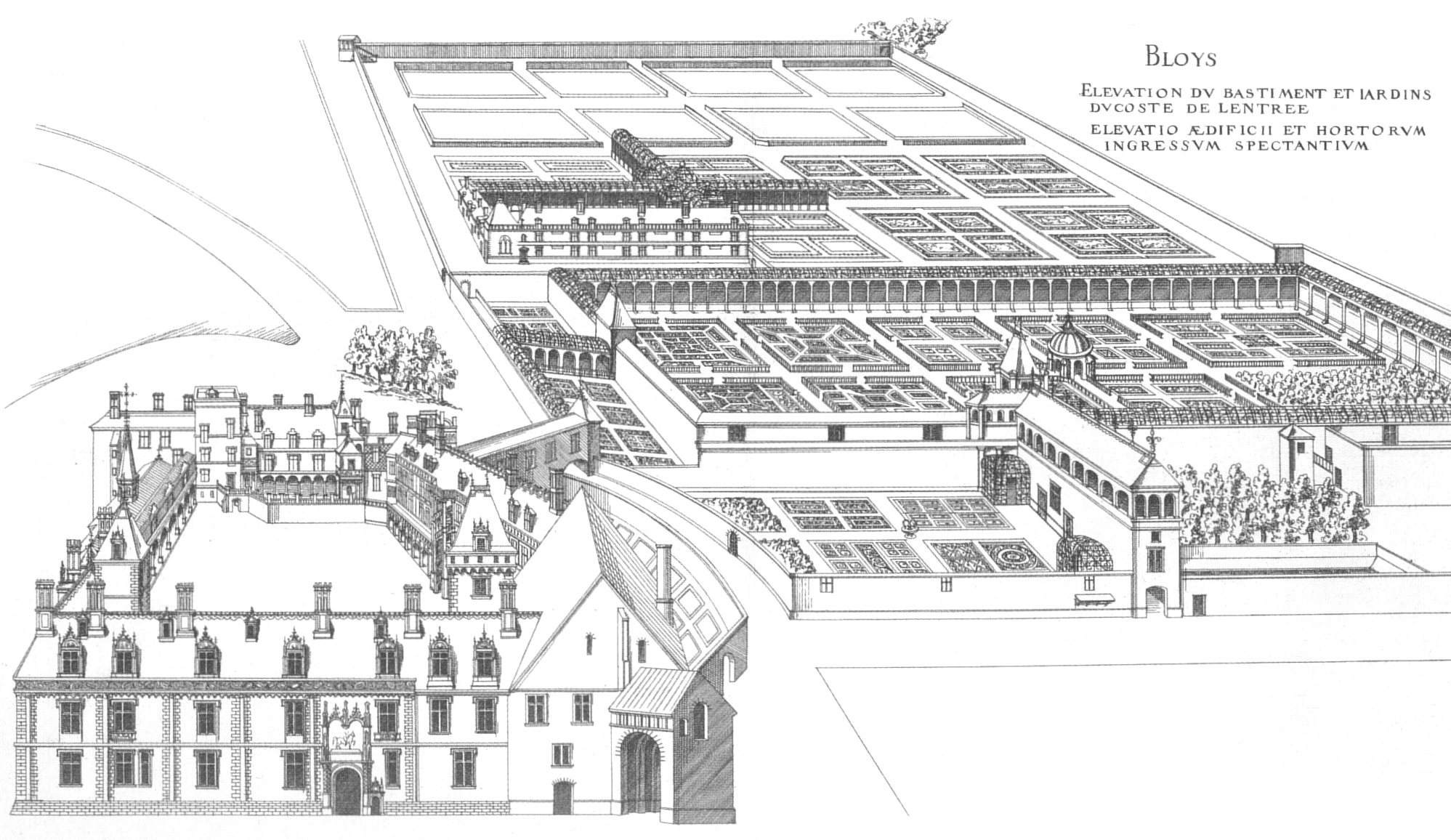
Сади замку Блуа станом на кінець 15 ст.

Перший невеликий сад був створений біля замку за короля Карла VIII. Сад трохи збільшили за короля Луї XII. Король запросив попрацювати над декоративним садом садівника Пачелло з Меркальяно. Відомо, що 1499 року була придбана земельна ділянка для так званого Бретонського саду.
Декоративні сади були розплановані без використання осі симетрії, котра не проходила через пагорб, на котрому стояли фортечні споруди і палацове приміщення для короля. Сади вимушено розташували на тій ділянці, котру вдалося придбати. Вони виникли на двох терасах, що були трохи вище за невеликий попередній сад. Так званий Сад королеви розмістили на найменшій з терас. Він мав чотири партери і альтанку у центрі, а 1503 р. тут створили мармуровий і слабкий фонтан, типовий елемент малого саду доби відродження. Три зовнішні боки саду облямували відкриті галереї.
На верхній терасі (на захід від Саду королеви) був Сад короля. Цей сад мав не стільки декоративне значення, скільки прагматичне. Тут вирощували овочі для королівського столу. Сад мав колодязь глибиною 30 метрів для постачання води для городини і Саду королеви.
За короля Франціска І, що наочно бачив сади у Італії, всі партери були змінені. Новий етап облаштування саду відбувся за короля Генріха IV. Садом опікувався архітектор Арно де Сомері, де з червня 1598 року напланували вибудувати галерею у 200 метрів довжиною з центральним і двома кутовими павільйонами. Навіть до 1602 р. ні з галереєю, ні з бічними павільйонами не упорались, останні залишились лише у проекті. 1756 р., коли тут були вже казарми, сади і залишок галереї поруйнували, а через десять років галерею розібрали до підмурків. Нові руйнації садів припали на роки французької революції 1789—1793 рр. Були знищені всі невеликі павільйони і фонтан, окрім двох споруд. В поруйнованому стані залишились оранжерея і так званий павільйон Анни Бретонської, хоча нема ніяких доказів, що він пов'язаний з іменем цієї королеви. Останній павільйон відновлював 1890 року Анатоль де Бодо.
Павільйон виконував роль вежі-бельведера для огдядин саду. Він складається з вежі діаметром 7, 85 метрів і чотирьох приміщень, орієнтованих на півіч, схід, південь і захід. Відновлені його фасади і складний дах, критий шифером.
Сади замку були відновлені лише в другій половині XX ст. за проектом, що створив ландшафтний архітектор Жиль Клеман (Gilles Clément,1943 р.н.)
Павільйон Анни Бретонської в XX ст. використали як туристичний офіс міста Блуа. Оранжерея ремонтована і там розмістили невеликий ресторан.